# 上西郷村 (岐阜県)
上西郷村（かみさいごうむら）は、かって岐阜県本巣郡にあった村である。
現在の岐阜市上西郷などに該当する。
当村発足時は方県郡の村であったが、郡の分割により本巣郡の村となっている。

## 歴史
- 1889年（明治22年）7月1日 - 町村制により、上西郷村発足。
- 1897年（明治30年）4月1日[2] - 方県郡が分割され、上西郷村は本巣郡の村となる。
- 1897年（明治30年）4月1日 - 小野村・中村・中西郷村および、七郷村の一部（下西郷）と合併し、西郷村が発足。同日上西郷村は廃止。